# Resolució 1634 del Consell de Seguretat de les Nacions Unides
La Resolució 1634 del Consell de Seguretat de les Nacions Unides, adoptada per unanimitat el 28 d'octubre de 2005 després de reafirmar totes les resolucions anteriors del Sàhara Occidental, en particular la Resolució 1495 (2003) Resolució 1541 (2004) i Resolució 1598 (2005) el consell va ampliar el mandat de la Missió de Nacions Unides pel Referèndum al Sàhara Occidental (MINURSO) per dos mesos fins al 30 d'abril de 2006.
La resolució va marcar la 28a extensió del mandat de la MINURSO.

## Resolució

### Observacions
El Consell de Seguretat va reafirmar la necessitat d'una solució duradora i mútua per al problema del Sàhara Occidental, que proporcionaria l'autodeterminació als habitants del territori. Tant el Marroc com el Front Polisario i els estats regionals van ser convidats a cooperar amb les Nacions Unides per posar fi al destí polític i arribar a una solució a la disputa de llarg termini.
El Consell va assenyalar l'alliberament de 404 presoners de guerra marroquins d'acord amb el dret internacional humanitari, mentre que, juntament amb el Marroc, havia de cooperar amb el Comitè Internacional de la Creu Roja per determinar el destí de persones desaparegudes des de l'inici del conflicte. Es va donar la benvinguda a la cita de Peter van Walsum com a Enviat Personal del Secretari General de les Nacions Unides per al Sàhara Occidental.

### Actes
Es va demanar a totes les parts que respectessin els acords militars aconseguits amb la MINURSO. Es va demanar als Estats membres que consideressin contribuir a mesures de foment de la confiança per facilitar un major contacte personal, com ara visites familiars. El mandat del MINURSO va ser ampliat, el secretari general Kofi Annan fou instruït per informar sobre la situació al Sàhara Occidental i l'enviat personal ha de proporcionar informació breu en el termini de tres mesos sobre el progrés fet al territori.